# Прапор Люблінського воєводства
Цивільний прапор Люблінського воєводства Польщі являє собою триколірний прямокутник із трьома горизонтальними смугами: білою (срібною), червоною та жовтою (золотою) із зображенням герба воєводства у вигляді білої (срібної) фігури  оленя, що стрибає, з жовтою (золотою) короною на шиї, розміщеною на червоному гербі, розміщеному в центрі прапора. Олень звернений вліво. Верхня і нижня смуги вдвічі більші за середню смугу. 

## Історія
Прапор був прийнятий Люблінським регіональним збором 14 червня 2004 р. резолюцією № 1000. XIX/316/04.  Прапор і герб розробив графічний дизайнер Анджей Гайдріх. 